# Ho Chi Minh Challenger 2000
L'Ho Chi Minh Challenger 2000 è stato un torneo di tennis facente parte della categoria ATP Challenger Series nell'ambito dell'ATP Challenger Series 2000. Il torneo si è giocato a Ho Chi Minh in Vietnam dal 21 al 27 febbraio 2000 su campi in cemento.

## Vincitori

### Singolare
Jiří Vaněk ha battuto in finale  Reginald Willems con il punteggio di 7–6(5), 6–4

### Doppio
Michael Hill /  Todd Woodbridge hanno battuto in finale  Irakli Labadze /  Kevin Ullyett con il punteggio di 6–3, 6–4